# Astrocaryum murumuru
Espèce
Astrocaryum murumuru est une espèce de plantes à fleurs de la famille des palmiers à feuilles pennées.

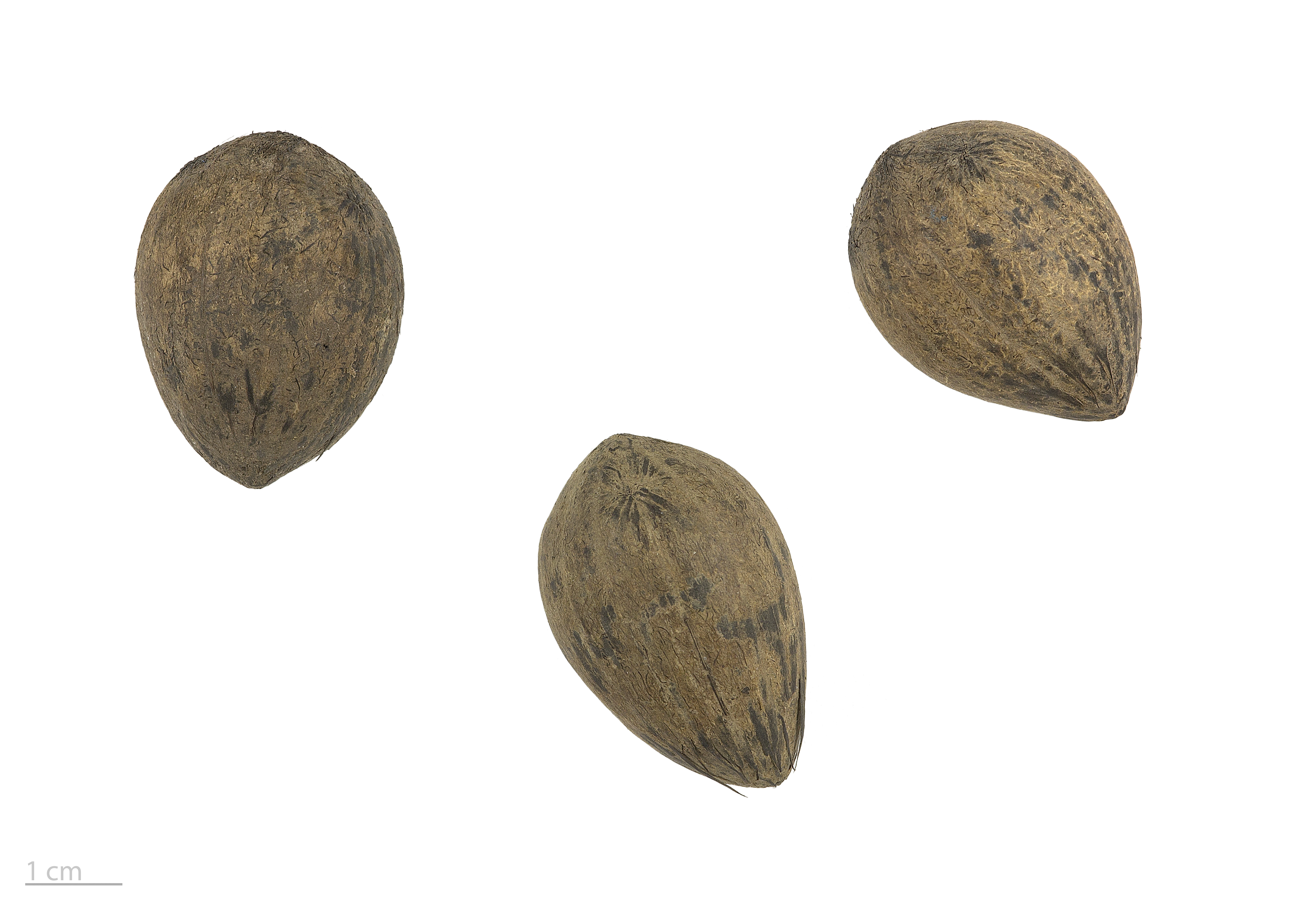
Astrocaryum murumuru - Muséum de Toulouse.

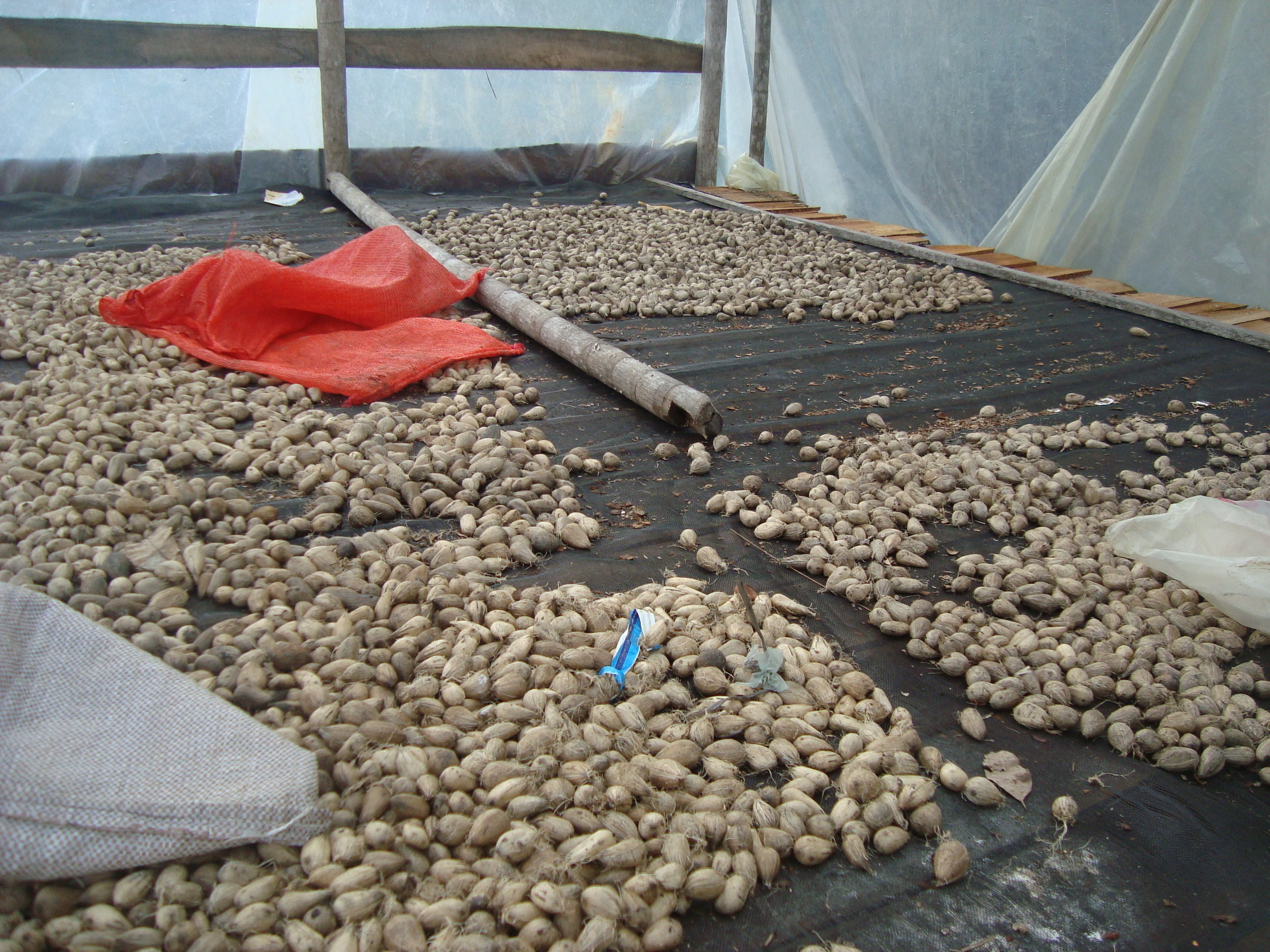
séchage des graines

## Description
Astrocaryum murumuru est un palmiers céspitants avec des infructescences souvent pendantes. Les fruits  font jusqu'à 9 cm de long, 4,5 cm de large. Le ; mésocarpe est très charnu à maturité. La corolle de la fleur pistillée est en forme de vase, ou tubulaire souvent peu profondément contractée au milieu ou au tiers distal (comme un 8), assez grande pour que le fruit puisse être utilisé pour la production d'un produit de qualité.

## Répartition et habitat
Astrocaryum murumuru est présent au Brésil Nord, en Guyane française, au Guyana, au Suriname et au Venezuela. Il est répandu dans le bassin amazonien où il est souvent l'un des arbres dominants.

## Liste des variétés
Selon World Checklist of Selected Plant Families (WCSP) (28 décembre 2013) :
- Astrocaryum murumuru Mart. (1824)

Selon Tropicos (28 décembre 2013) (Attention liste brute contenant possiblement des synonymes) :
- variété Astrocaryum murumuru var. ciliatum (F. Kahn & B. Millán) A.J. Hend.
- variété Astrocaryum murumuru var. ferrugineum (F. Kahn & B. Millán) A.J. Hend.
- variété Astrocaryum murumuru var. huicungo (Dammer ex Burret) A.J. Hend.
- variété Astrocaryum murumuru var. huincungo (Dammer ex Burret) A.J. Hend.
- variété Astrocaryum murumuru var. javarense (Trail) A.J. Hend.
- variété Astrocaryum murumuru var. macrocalyx (Burret) A.J. Hend.
- variété Astrocaryum murumuru var. murumuru
- variété Astrocaryum murumuru var. perangustatum (F. Kahn & B. Millán) A.J. Hend.
- variété Astrocaryum murumuru var. urostachys (Burret) A.J. Hend.